# Lalo-Honua
În mitologia hawaiană, Lalo-Honua (în hawaiiană: „sub Pământ”) este prima femeie. 
Ea era căsătorită cu Kumu-Honua; cuplul a primit o grădină de la Kāne și i s-a interzis să mănânce un anumit fruct. 
Această poveste poate fi creștină în întregime sau parțial. 